# Moșteni
Moșteni es una comuna ubicada en el distrito de Teleorman, Rumania.

## Superficie
Posee una superficie de 28,37 kilómetros cuadrados.

## Demografía
Hasta 2021 la población era de 1410 habitantes, con una densidad de población de 49,70 habitantes por kilómetro cuadrado.